# Theotmar
Theotmar († 4. Juli 907 in der Schlacht bei Pressburg) wird in der älteren Literatur meist als Dietmar I. genannt und war ein Salzburger Erzbischof sowie Abt im Stift Sankt Peter im 9. Jahrhundert.

## Leben
Theotmar, aus der Familie der Aribonen, war vermutlich ein bayerischer Adeliger und soll der Hofkapelle von Ludwig dem Deutschen angehört haben. König Karlmann setzte sich persönlich dafür ein, dass Theotmar als dem vornehmsten Geistlichen Bayerns vom Papst das Pallium verliehen wurde. Theotmar sollte in der Folge eine Vermittlerrolle zwischen Papst und König Karlmann einnehmen. Unter Karlmann und Arnulf von Kärnten war Theotmar Erzkaplan und Erzkanzler des Reiches. In der Folge verfolgte Theotmar allerdings eine eigenständige Politik und stand weder dem Papst noch Karlmann nahe. Die bayerische Mission in Pannonien durch den Salzburger Erzbischof kam unter seiner Regentschaft bedingt durch die bewegte gesamtpolitische Lage weitgehend zum Stillstand. Unter König Ludwig dem Kind gehörte er neben den Bischöfen Hatto von Mainz und Salomo III. von Konstanz zu dessen einflussreichsten Beratern und damit zu den eigentlichen Regenten des Reichs.
Gegen die immer stärker werdenden Ungarn entschloss sich Markgraf Luitpold von Bayern militärisch vorzugehen und zog mit einem großen Heer, zu dem auch das kleine Heer der Salzburger mit ihrem Erzbischof an der Spitze gehörte, nach Ungarn. Die bayerischen Länder einschließlich der Salzburger erlitten dabei am 4. Juli 907 in der  Schlacht bei Pressburg eine vernichtende Niederlage, die für Bayern und dabei vor allem auch für Salzburg verheerende politische Folgen hatte.